# Démographie du Panama
Cet article contient des statistiques sur la démographie du Panama.
Entre 1950 et 2016, la population passe de 839 000 habitants à environ 4,1 millions.

## Généralités
Plus de 75 % des Panaméens habitent en zone urbaine, et la moitié dans la ville de Panamá.
La langue prédominante est l'espagnol d'Amérique, globalement caribéen : espagnol panaméen, espagnol caribéen (es).
En 2010 la population se compose de 65 % de métis (mélange de population blanche et de population amérindienne), 9,2 % de Noirs, 6,8 % de mulâtres, 13 % de Blancs et 6 % d'Amérindiens.
Les groupes ethniques d'origine européenne sont d'origine espagnole, britannique, irlandaise, hollandaise, française, allemande, italienne, portugaise, polonaise, russe ou ukrainienne (dont un grand nombre de Juifs), et américaine (USA).
Les Afro-Panaméens sont originaires des Antilles, de la Barbade, de la Jamaïque.
L'immigration plus récente concerne le Proche-Orient et l'Asie : Libanais, Syriens, Palestiniens, Chinois, Indiens, Pakistanais.

## Populations «indigènes»
Selon le recensement de 2010, la population indigène totale se monte à 417 559 personnes, dont 212 451 hommes et 205 108 femmes.
| Ethnie       | Hommes  | Femmes  | Total   |
| ------------ | ------- | ------- | ------- |
| Ngäbe        | 132 242 | 127 816 | 260 058 |
| Kuna         | 40 142  | 40 384  | 80 526  |
| Emberá       | 16 126  | 15 158  | 31 284  |
| Buglé        | 13 266  | 11 646  | 24 912  |
| Wounaan      | 3 772   | 3 507   | 7 279   |
| Naso         | 2 083   | 1 963   | 4 046   |
| Bokota       | 1 015   | 944     | 1 959   |
| Bribri       | 537     | 531     | 1 068   |
| Autres       | 257     | 203     | 460     |
| Non déclarés | 3 011   | 2 956   | 5 967   |